# Canon EOS 200D
Canon EOS 200DD là máy ảnh DSLR  được sản xuất bởi Canon, công bố ngày 29-6-2017, cùng lúc với Canon EOS 6D Mark II. Nó có thể được bán ra từ tháng 7-2017 với tùy chọn chỉ thân máy giá 549$, hoặc với ống kính kit 18-55mm IS STM với tổng giá $699.
Máy này được định hướng phổ thông, nằm giữa 800D và 1300D. Kich thước tương tự như 1300D, nhưng công nghệ lõi được thừa hưởng từ 800D, dù vẫn giữ nguyên hệ thống AF 9 điểm và cảm biến đo sáng kiểu cũ.

## Đặc điểm chính
Một số tính năng mới so với Canon EOS 100D gồm:
- Cảm biến ảnh 24,2 megapixel hiệu dụng, với Dual Pixel CMOS AF (So với Hybrid CMOS AF II)
- DIGIC 7 (DIGIC 5 trên 100D)
  - Dải ISO 100-25600, mở rộng lên H:51200 (So với 100-12800, mở rộng 25600)
- Cân bằng trắng tự động: bên cạnh tự động thì có thêm tự động - ưu tiên trắng (AWB - W).
- Bổ sung Picture Style: Fine Detail.
- Hỗ trợ Wifi, NFC, Bluetooth.
  - Bluetooth tích hợp tương tự EOS 800D, tương thích với điều khiển từ xa BR-E1.
- Quay video full HD 60 hình/giây
- Khả năng quay video HDR và time-lapse
- Chống rung điện tử khi quay video tương tự EOS 800D
- Thời lượng pin gia tăng so với 100D, từ 440 hình lên 650 hình (lý thuyết)
- Khung và vỏ máy được thiết kế với hình dáng giống EOS 100D, nhưng có thêm màn hình xoay lật như 800D.
- Custom Functions được tăng lên 15 mục với 44 tùy chọn
- Thiết kế lại giao diện tương tự điện thoại thông minh, giúp những người mới sử dụng dễ làm quen với máy.